# Списак Срба носилаца одликовања царске Русије
Списак Срба носилаца ордена Царске Русије:

## Орден Светог апостола Андреја Первозваног
- 1733. - Сава Владиславић Рагузински
- 8. октобар 1813. - Михаил Милорадовић
- 1883. - Милан Обреновић
- 1889. - Никола I Петровић
- 1893. - Александар Обреновић
- 17. август 1910 - Данило Петровић Његош

## Ордена Свете Екатарине

### Са великим крстом
- 7. јун 1881. - Милена Петровић Његош
- 23. мај 1889. - Милица Николајевна
- 26. јул 1894. - Анастасија Стана Николајевна
- 15. март 1910. - Јелена Савојска
- 4. септрмбар 1911. - Јелена Карађорђевић

### Са малим крстом
- 16. јануара 1869. - Милена Петровић Његош

## Орден Светог Александра Невског
- 21. мај 1725. - Матија Змајевић
- 4. јануар 1728. - Сава Владиславић Рагузински
- 4. јануар 1733. - Сава Владиславић Рагузински
- 25. април 1742. - Јефим Владиславић Рагузински
- 10. јул 1775. - Петар Текелија
- 1. јануар 1795. - Андреј Милорадовић
- јун 1795. - Јосиф Хорват
- 15. мај 1798. - Ђорђе Шевић
- 29. октобар 1797. - Михаил Милорадовић
- 22. јул 1824. - Никола Прерадовић
- 27. октобар 1827. - Ђорђе Арсенијевић Емануел
- 15. април 1845. - Фјодор Мирковић

## Орден Светог Владимира

### Првог степена
- Ђорђе Арсенијевић Емануел
- Александар Књажевић
- Михаил Милорадовић
- Фјодор Мирковић
- Никола Прерадовић

## Орден Светог Георгија
Највеће војно одликовање:

### Друга класа
- 2. децембар 1812. - Михаил Милорадовић
- јануар 1878. - Никола I Петровић

### Трећа класа
- 3. август 1771. - Максим Зорић
- 6. јул 1774. - Никола Чорба
- 26. новембар 1774. - Петар Текелија
- 10. јул 1775. - Андреј Милорадовић
- 22. октобар 1788. - Марко Војновић
- 26. октобар 1794. - Ђорђе Шевић
- 12. јануар 1806. - Михаил Милорадовић
- 24. фебруар 1806. - Леонтиј Прерадовић
- 24. фебруар 1806. - Никола Прерадовић
- 26. април 1807. - Илија Михајловић Дука
- 25. фебруар 1813. - Иван Шевић
- 30. март 1813. - Никола Васиљевић Вујић
- 17. август 1813. - Ђорђе Арсенијевић Емануел
- 22. април 1877. - Никола I Петровић
- 3. јун 1878. - Милан Обреновић
- 1915. - Александар I Карађорђевић
- 14. март 1918. - Петар I Карађорђевић

### Четврта класа
- 12. април 1771. - Семјон Пишчевић
- 3. август 1771. - Георгије Ивановић Хорват
- 13. новембар 1771. - Иван Војновић
- 8. септембар 1772. - Марко Војновић
- 26. новембар 1775. - Симеон Зорић
- 26. новембар 1775. - Игњат Уваров
- 26. новембар 1781. - Константин Јузбаша
- 26. новембар 1781. - Иван Иларионовић Прерадовић
- 26. новембар 1781. - Симеон Рајковић
- 26. новембар 1782. - Георгије Подгоричанин
- 26. новембар 1782. - Михаил Прерадовић
- 26. новембар 1782. - Петар Сентјанин
- 26. новембар 1782. - Василије Тотовић
- 26. новембар 1784. - Алексеј Прерадовић
- 26. новембар 1784. - Иван Дмитријевич Хорват
- 26. новембар 1785. - Арсеније Давидовић
- 26. новембар 1785. - Лазар Текелија
- 26. новембар 1786. - Петар Милутинов
- 20. новембар 1788. - Ђорђе Михајловић Богданов
- 26. новембар 1789. - Иван Вукотић
- 26. новембар 1789. - Иван Шутовић
- 26. новембар 1791. - Степан Витковић
- 26. новембар 1791. - Марко Ивелић
- 19. фебруар 1792. - Иван Семјонович Пишчевић
- 29. фебруар 1792. - Никола Џивовић
- 26. октовар 1794. - Гаврил Радуловић
- 26. новембар 1794. - Семјон Ивелић
- 26. новембар 1795. - Јефим Пишчевић
- 26. новембар 1795. - Леонтиј Прерадовић
- 26. новембар 1804. - Никола Прерадовић
- 24. фебруар 1806. - Иван Јанковић-Миријевски
- 5. новембар 1806. - Лазар Пишчевић
- 26. новембар 1807. - Никола Вујић
- 29. новембар 1807. - Илија Живковић
- 20. мај 1808. - Василије Вујић
- 17. фебруар 1809. - Петар Ивелић
- 7. јул 1810. - Никола Живковић
- 23. децембар 1812. - Ђорђе Арсенијевић Емануел
- 13. март 1814. - Иван Вујић
- 26. новембар 1826. - Андреј Милорадовић
- 26. новембар 1826. - Аврам Петровић Ратков
- 17. децембар 1844. - Степан Сабов
- 26. новембар 1855. - Ђорђе Ђорђевић Емануел
- 14. април 1877. - Божидар Петровић Његош
- 10. мај 1878. - Милован Павловић
- 26. фебруар 1879. - Машо Ђуровић
- 22. децембар 1900. - Дејан Суботић
- 27. септембар 1904. - Никола Дабић
- 5. септембар 1914. - Александар I Карађорђевић
- 11. новембар 1914. - Дмитриј Књажевић
- 27. новембар 1914. - Данило Петровић
- 29. мај 1915. - Арсен Карађорђевић
- 29. август 1916. - Андрија Бакић